# SPACA3
SPACA3 (англ. Sperm acrosome associated 3) – білок, який кодується однойменним геном, розташованим у людей на короткому плечі 17-ї хромосоми. Довжина поліпептидного ланцюга білка становить 215 амінокислот, а молекулярна маса — 23 431.
| 10         |  | 20         |  | 30         |  | 40         |  | 50         |
| ---------- |  | ---------- |  | ---------- |  | ---------- |  | ---------- |
| MVSALRGAPL |  | IRVHSSPVSS |  | PSVSGPRRLV |  | SCLSSQSSAL |  | SQSGGGSTSA |
| AGIEARSRAL |  | RRRWCPAGIM |  | LLALVCLLSC |  | LLPSSEAKLY |  | GRCELARVLH |
| DFGLDGYRGY |  | SLADWVCLAY |  | FTSGFNAAAL |  | DYEADGSTNN |  | GIFQINSRRW |
| CSNLTPNVPN |  | VCRMYCSDLL |  | NPNLKDTVIC |  | AMKITQEPQG |  | LGYWEAWRHH |
| CQGKDLTEWV |  | DGCDF      |  |            |  |            |  |            |

A: Аланін

C: Цистеїн

D: Аспарагінова кислота

E: Глутамінова кислота

F: Фенілаланін

G: Гліцин

H: Гістидин

I: Ізолейцин

K: Лізин

L: Лейцин

M: Метіонін

N: Аспарагін

P: Пролін

Q: Глутамін

R: Аргінін

S: Серин

T: Треонін

V: Валін

W: Триптофан

Задіяний у такому біологічному процесі, як альтернативний сплайсинг. 
Локалізований у мембрані, цитоплазматичних везикулах.
Також секретований назовні.